# GNP Crescendo Records
GNP Crescendo Records is een door Gene Norman opgericht onafhankelijk jazz- en soundtrack-label met een zetel in Hollywood. Het is ontstaan uit het in 1954 opgerichte label Gene Norman Presents en wordt door diens zoon Neil Norman geconsolideerd.

## Geschiedenis
Norman wilde vooreerst fragmenten van concerten publiceren, die hij produceerde, allen vooraan uit zijn evenementenreeks Just Jazz. De eerste tien publicaties waren 25 cm-lp's, waartoe ook het Clifford Brown – Max Roach-album In Concert behoorde. In 30 cm-formaat volgden dan tot 1963 rond 90 albums. Het eerste 12 duims-album was een concertfragment van het Charlie Ventura-orkest met Jackie Cain en Roy Kral. Vanaf 1963 concentreerde het label zich uitsluitend op popmuziek. Tijdens de latere decennia werd ook weer jazz geproduceerd, bijvoorbeeld van Gary Burton en Bill Watrous.
Op het label zijn opnamen van jazzmuzikanten verkrijgbaar, zoals Lionel Hampton, Dizzy Gillespie, Stan Kenton, Charlie Ventura, Max Roach, Clifford Brown, Gerry Mulligan, Teddy Buckner, Art Tatum, Duke Ellington, Spud Murphy, Frank Morgan, Louis Armstrong en Marty Paich/Jimmy Giuffre. Er verschenen ook latin- en popmuziek-geluidsdragers van Machito, Jack Constanze, Eddie Cano, Tito Puente en Walter Wanderley. Sinds 1966 werden daar ook platen van de rockband The Seeds gepubliceerd. Een gedeelte van de jazzalbums van het label werd aanvankelijk als cd op het label Fresh Sound Records heruitgebracht.
Later werden ook soundtracks, bij benadering uit de Star Trek-series gepubliceerd. Het album On Tour van Queen Ida leverde het label in 1983 zijn eerste Grammy Award op.